# Lagrioida brouni
Lagrioida brouni là một loài bọ cánh cứng trong họ Anthicidae. Loài này được Pascoe miêu tả khoa học năm 1876.